# Крех жовтоокий
Крех жовтоокий (Lophodytes cucullatus) — невеликий водоплавний птах роду Lophodytes. Назва роду походить від  грецького: lophos, що означає 'чуб', і dytes — пірнальник.

## Морфологічні ознаки
Птах красивий на вигляд, і самка, і самець мають чуби, які можуть підійматись і прилягати, що важливо при пірнанні. У самця у шлюбному вбранні чуб справді розкішний і нагадує каптур. Як і в інших крехів, їхні дзьоби оснащені гострими, як пилка, зубчиками.
У шлюбному вбранні дорослий самець має чорне з білими смугами та плямами забарвлення спини та голови, шиї і грудей;  по боках гребеня — великі білі плями, які особливо помітні, коли він піднімає свій чуб під час залицяння. Знизу боки коричневого або буруватого кольору, груди і живіт білі. Очі у самця яскраво-жовті, а дзьоб чорний. Самиця зверху коричнево-бура зі світлішими рябенькими грудьми і білим животом, очі темніші, карі. Крех жовтоокий — дрібний серед крехів, менший від нього лише крех малий роду Mergellus, однак у змішаних зграях крех, наприклад, відганяє набагато більших від нього крижнів.

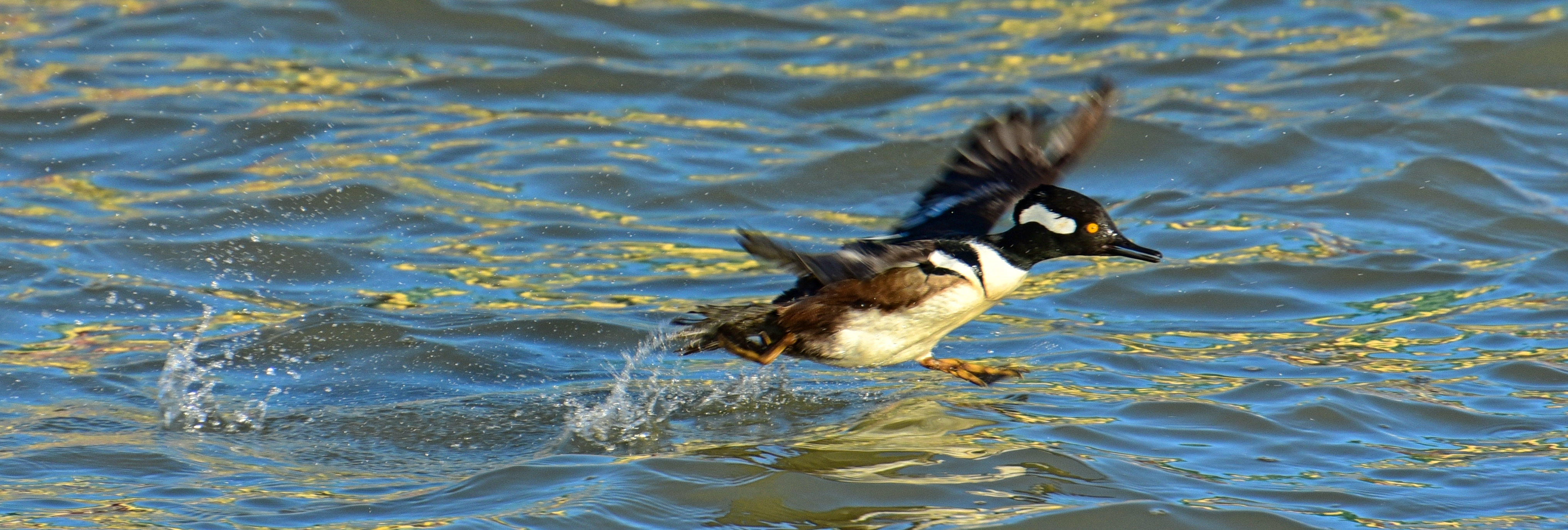
Качур креха розбігається, перш ніж злетіти

У крехів жовтооких виражений статевий диморфізм — самці чорно-білі з коричневими боками, а самки коричнево-рябі з білою смугою вздовж тіла на грудях і животі. У самиць не такий видатний, як у самців, але виразний світло-рудий чубчик. У позашлюбний період самці дещо подібні забарвленням на самиць, за винятком очей, які в самців завжди жовті, а в самиць карі.
У обох статей є виразні поздовжні білі смуги на махових перах третього порядку, коли крила складені, вони виглядають як білі смуги вздовж задньої частини тулуба.
Забарвлення молоді в першу зиму відрізняється від дорослого птаха тим, що в них сіро-коричневі шия і верх, у той час як дорослих самиць верх темний, майже чорний. Окрім того, у молодих птахів білі смуги на третинних перах вужчі, аніж у дорослих. Самиці впродовж усього свого віку зберігають темний колір очей, в той час як у самців вони ясніють протягом першої зимівлі.

## Таксономія
Крех жовтоокий був одним з численних видів птахів, оригінально описаних Карлом Ліннеєм у його історичному 10-му виданні 1758 року Systema Naturae під біномінальною назвою Mergus cucullatus..